# Keiya Sentō
Keiya Sentō (仙頭 啓矢?, Sentō Keiya; Hirakata, 29 dicembre 1994) è un calciatore giapponese, centrocampista del Machida Zelvia.

## Biografia
Il 20 giugno 2020 Sentō si è sposato con una donna non celebre con cui ha avuto due figli: il primo nato il 4 gennaio 2021, mentre il secondo il 27 giugno 2023.

## Caratteristiche tecniche
Di piede destro, ricopre prevalentemente la posizione di centrocampista centrale, anche se la sua duttilità tattica gli consente di occupare diversi ruoli della metà campo: infatti è in grado di giocare anche come trequartista, mediano e mezzala. Dispone di una buona tecnica individuale e visione di gioco.

## Statistiche

### Presenze e reti nei club
Statistiche aggiornate all'8 dicembre 2024.
| Stagione              | Club                  | Campionato            | Campionato | Campionato | Coppe nazionali | Coppe nazionali | Coppe nazionali | Coppe continentali | Coppe continentali | Coppe continentali | Altre coppe | Altre coppe | Altre coppe | Totale | Totale |
| Stagione              | Club                  | Comp                  | Pres       | Reti       | Comp            | Pres            | Reti            | Comp               | Pres               | Reti               | Comp        | Pres        | Reti        | Pres   | Reti   |
| --------------------- | --------------------- | --------------------- | ---------- | ---------- | --------------- | --------------- | --------------- | ------------------ | ------------------ | ------------------ | ----------- | ----------- | ----------- | ------ | ------ |
| 2017                  | Kyoto Sanga           | J2                    | 24         | 5          | CG              | 0               | 0               | -                  | -                  | -                  | -           | -           | -           | 24     | 5      |
| 2018                  | Kyoto Sanga           | J2                    | 39         | 1          | CG              | 0               | 0               | -                  | -                  | -                  | -           | -           | -           | 39     | 1      |
| 2019                  | Kyoto Sanga           | J2                    | 36         | 10         | CG              | 0               | 0               | -                  | -                  | -                  | -           | -           | -           | 36     | 10     |
| gen.-set. 2020        | Yokohama F·Marinos    | J1                    | 3          | 0          | CdL             | 0               | 0               | ACL                | 0                  | 0                  | SG          | 0           | 0           | 3      | 0      |
| set.-dic. 2020        | Kyoto Sanga           | J2                    | 19         | 6          | -               | -               | -               | -                  | -                  | -                  | -           | -           | -           | 19     | 6      |
| Totale Kyoto Sanga    | Totale Kyoto Sanga    | Totale Kyoto Sanga    | 118        | 22         |                 | 0               | 0               |                    | -                  | -                  |             | -           | -           | 118    | 22     |
| 2021                  | Sagan Tosu            | J1                    | 38         | 3          | CG+CdL          | 3+1             | 0               | -                  | -                  | -                  | -           | -           | -           | 42     | 3      |
| 2022                  | Nagoya Grampus        | J1                    | 34         | 2          | CG+CdL          | 3+8             | 0               | -                  | -                  | -                  | -           | -           | -           | 45     | 2      |
| 2023                  | Kashiwa Reysol        | J1                    | 26         | 0          | CG+CdL          | 5+3             | 0               | -                  | -                  | -                  | -           | -           | -           | 34     | 0      |
| 2024                  | Machida Zelvia        | J1                    | 35         | 1          | CG+CdL          | 1+4             | 0               | -                  | -                  | -                  | -           | -           | -           | 40     | 1      |
| 2025                  | Machida Zelvia        | J1                    | 0          | 0          | CG+CdL          | 0               | 0               | ACL                | 0                  | 0                  | -           | -           | -           | 0      | 0      |
| Totale Machida Zelvia | Totale Machida Zelvia | Totale Machida Zelvia | 35         | 1          |                 | 5               | 0               |                    | 0                  | 0                  |             | -           | -           | 40     | 1      |
| Totale carriera       | Totale carriera       | Totale carriera       | 254        | 28         |                 | 28              | 0               |                    | 0                  | 0                  |             | 0           | 0           | 282    | 28     |